# Gran Premio di Monaco 1980
Il Gran Premio di Monaco 1980 è stata la trentottesima edizione del Gran Premio di Monaco, sesta prova della stagione 1980 del Campionato mondiale di Formula 1. La gara, disputata domenica 18 maggio 1980 sul Circuito di Monte Carlo, è stata vinta dall'argentino Carlos Reutemann, su Williams-Ford Cosworth che ha preceduto sul traguardo il francese Jacques Laffite su Ligier-Ford Cosworth e il brasiliano Nelson Piquet su Brabham-Ford Cosworth. Per il vincitore si è trattato del decimo successo nel mondiale.

## Vigilia

### Aspetti tecnici
La Ferrari chiese alla Michelin, sua fornitrice degli pneumatici, gomme a sezione più stretta, simili a quelle della stagione 1979. La vettura italiana presentò alcune modifiche tecniche: freni Lockeed di maggiori dimensioni, prese d'aria più grandi, passo accorciato di 10 centimetri, alettoni anteriori più ridotti e posteriori in posizione più avanzata.
La Goodyear decise di fornire i suoi migliori pneumatici alla Ligier e alla Williams.

### Aspetti sportivi
Nella prima lista di preiscritti al gran premio l'Ensign indicò Mike Thackwell al posto di Tiff Needell, mentre la Shadow propose Bernard de Dryver in luogo di Geoff Lees; queste modifiche non vennero però confermate, per cui i piloti che affrontarono la gara furono gli stessi del gran premio precedente. Inoltre anche l'Alfa Romeo non confermò l'impiego, su una terza vettura, per Vittorio Brambilla.
Il regolamento prevedeva che solo 24 vetture potessero prendere parte alle qualifiche della gara, contro le 27 vetture iscritte. Per tale ragione sarebbe stata necessaria una sessione di pre-qualifica riservata ai sette piloti su vetture non giunte nei primi 20 posti del mondiale 1979. Questo però avrebbe obbligato piloti del calibro di Patrick Depailler ed Emerson Fittipaldi a effettuare questa selezione. Gli organizzatori decisero così di non tenere questa sessione di prequalifica, ma poi cambiarono indirizzo e fissarono le prequalifiche al giovedì mattina. L'Automobile Club di Monaco decise però di ammettere d'ufficio alle qualifiche le due Alfa Romeo di Depailler e Giacomelli.
Successivamente gli organizzatori decisero nuovamente di ammettere direttamente alle qualifiche le cinque vetture (le due Fittipaldi, poi ATS, Ensign, Osella), che avrebbero dovuto sostenere il turno di prequalificazione. Questa scelta però scontentò le altre scuderie, tanto che alcuni piloti minacciarono lo sciopero, che rientrò anche per il deciso intervento di Bernie Ecclestone.
La FISA decise di multare di 2.000 dollari ciascuno e di minacciare di squalifica tutti i piloti che non avevano preso parte alla riunione pre-gara, prevista prima del Gran Premio di Zolder, gara precedente a quella di Monaco. Si trattava di 17 conduttori, tutti quelli dei team più vicini alla FOCA.
Nelle prime prove non ufficiali del giovedì mattina il più rapido fu Didier Pironi su Ligier in 1'26"16, nuovo record ufficioso della pista monegasca. Il francese precedette Jones su Williams di un secondo e 26 centesimi.
I prezzi per assistere alla gara andavano dalle 18.000 lire per un posto lungo il tracciato fino alle 95.600 per la tribuna del Gasometro.

## Qualifiche

### Resoconto
La prima giornata di prove ufficiali del giovedì fu caratterizzata dalla pioggia. Il più rapido fu Didier Pironi su Ligier in 1'45"053. Il francese precedette di oltre un secondo Gilles Villeneuve, a sua volta di quasi nove decimi più rapido di Alan Jones. Le Renault vennero penalizzate, oltre che dal motore turbo, anche dalle gomme Michelin, considerate troppo poco morbide. La Lotus di Elio De Angelis scontò la rottura di una sospensione, dovendo così ricorrere al muletto, che poi venne però utilizzato anche dal compagno di scuderia Mario Andretti, che aveva subito la rottura del motore sulla sua vettura titolare.
Al sabato le condizioni meteorologiche variarono: la pioggia lasciò il posto al cielo coperto, iniziando a cadere solo al termine delle prove. Pironi si confermò ancora il più veloce, conquistando così la prima pole position in F1, la sesta per la Ligier. Pironi fu il cinquantottesimo pilota a riuscire nell'impresa in una gara iridata. Dietro al transalpino chiusero le due Williams, davanti a Nelson Piquet e all'altro pilota della Ligier, Jacques Laffite. Terminarono indietro le Renault, con Jabouille sedicesimo e Arnoux ventesimo e ultimo dei qualificati. Villeneuve venne accusato dalla Goodyear di aver utilizzato degli pneumatici diversi da quelli a lui assegnati dalla Michelin. La casa francese lo scagionò affermando che le gomme utilizzate erano quelle consentite, anche se non riportavano nessuna stampigliatura di identificazione. La Goodyear replicò affermando che tale comportamento avrebbe potuto rompere l'accordo trovato sulla limitazione nella fornitura degli pneumatici.

### Risultati
Nella sessione di qualifica si è avuta questa situazione:
| Pos                     | Nº | Pilota                | Costruttore              | Tempo    | Griglia |
| ----------------------- | -- | --------------------- | ------------------------ | -------- | ------- |
| 1                       | 25 | Didier Pironi         | Ligier-Ford Cosworth     | 1'24"813 | 1       |
| 2                       | 28 | Carlos Reutemann      | Williams-Ford Cosworth   | 1'24"882 | 2       |
| 3                       | 27 | Alan Jones            | Williams-Ford Cosworth   | 1'25"202 | 3       |
| 4                       | 5  | Nelson Piquet         | Brabham-Ford Cosworth    | 1'25"358 | 4       |
| 5                       | 26 | Jacques Laffite       | Ligier-Ford Cosworth     | 1'25"510 | 5       |
| 6                       | 2  | Gilles Villeneuve     | Ferrari                  | 1'26"104 | 6       |
| 7                       | 22 | Patrick Depailler     | Alfa Romeo               | 1'26"210 | 7       |
| 8                       | 23 | Bruno Giacomelli      | Alfa Romeo               | 1'26"227 | 8       |
| 9                       | 3  | Jean-Pierre Jarier    | Tyrrell-Ford Cosworth    | 1'26"369 | 9       |
| 10                      | 8  | Alain Prost           | McLaren-Ford Cosworth    | 1'26"826 | 10      |
| 11                      | 29 | Riccardo Patrese      | Arrows-Ford Cosworth     | 1'26"828 | 11      |
| 12                      | 4  | Derek Daly            | Tyrrell-Ford Cosworth    | 1'26"838 | 12      |
| 13                      | 9  | Jan Lammers           | ATS-Ford Cosworth        | 1'26"883 | 13      |
| 14                      | 12 | Elio De Angelis       | Lotus-Ford Cosworth      | 1'26"930 | 14      |
| 15                      | 30 | Jochen Mass           | Arrows-Ford Cosworth     | 1'26"956 | 15      |
| 16                      | 15 | Jean-Pierre Jabouille | Renault                  | 1'27"099 | 16      |
| 17                      | 1  | Jody Scheckter        | Ferrari                  | 1'27"182 | 17      |
| 18                      | 20 | Emerson Fittipaldi    | Fittipaldi-Ford Cosworth | 1'27"495 | 18      |
| 19                      | 11 | Mario Andretti        | Lotus-Ford Cosworth      | 1'27"514 | 19      |
| 20                      | 16 | René Arnoux           | Renault                  | 1'27"524 | 20      |
| Vetture non qualificate |    |                       |                          |          |         |
| NQ                      | 7  | John Watson           | McLaren-Ford Cosworth    | 1'27"731 | NQ      |
| NQ                      | 31 | Eddie Cheever         | Osella-Ford Cosworth     | 1'27"808 | NQ      |
| NQ                      | 17 | Geoff Lees            | Shadow-Ford Cosworth     | 1'27"842 | NQ      |
| NQ                      | 21 | Keke Rosberg          | Fittipaldi-Ford Cosworth | 1'28"381 | NQ      |
| NQ                      | 6  | Ricardo Zunino        | Brabham-Ford Cosworth    | 1'28"384 | NQ      |
| NQ                      | 14 | Tiff Needell          | Ensign-Ford Cosworth     | 1'29"188 | NQ      |
| NQ                      | 18 | Dave Kennedy          | Shadow-Ford Cosworth     | 1'39"986 | NQ      |

## Gara

### Resoconto
Nelle libere del mattino Emerson Fittipaldi uscì di pista, danneggiando pesantemente la sua vettura, che però venne riparata per tempo. Stesso incidente anche per Bruno Giacomelli, poco dopo la curva del Casinò.
La partenza fu caratterizzata da un grosso incidente innescato da Derek Daly. L'irlandese della Tyrrell, alla curva di Sainte Devote, tamponò ad alta velocità Bruno Giacomelli, la sua monoposto s'impennò e ricandendo colpì la McLaren di Alain Prost e l'altra Tyrrell di Jean-Pierre Jarier, che a sua volta, toccò la monoposto di Nelson Piquet. Tranne il brasiliano tutti gli altri piloti coinvolti furono costretti al ritiro anzitempo. L'accaduto venne pesantemente criticato da Jean-Marie Balestre, presidente della FISA.
La gara veniva guidata da Didier Pironi, davanti ad Alan Jones, Carlos Reutemann, Jacques Laffite, Patrick Depailler e Nelson Piquet. Tutti i piloti che non avevano potuto evitare l'imbuto che si era creato alla partenza, per l'incidente di Daly, subivano un forte ritardo rispetto ai primi. La classifica rimase, di fatto, congelata per 25 giri, quando Alan Jones fu costretto al ritiro per la rottura della trasmissione.
La Ferrari scontava i soliti problemi con gli pneumatici tanto che Scheckter si ritirò al 27º giro e Villeneuve fu costretto a un pit stop per sostituire le coperture al giro 22, cosa che lo aveva fatto retrocedere in quattordicesima posizione. Il canadese fu protagonista di un ottimo recupero, che lo portò in nona posizione al giro 50.
La Ligier di Pironi iniziò a essere pressata dalla Williams di Reutemann, secondo. Causa un testacoda al giro 46, Elio De Angelis, sesto, perse due posizioni. La pioggia fece la sua comparsa sul tracciato monegasco. Depailler ruppe il motore al cinquantunesimo giro e si ritirò mentre era quarto. Entrò in zona punti Jochen Mass, quinto, seguito da Mario Andretti. Al 54º giro un incidente nelle retrovie tra René Arnoux e Riccardo Patrese, portò a forti critiche dal francese, costretto al ritiro, nei confronti del padovano.
Didier Pironi, al 55º giro, mentre affrontava la curva del Casinò non riuscì a mettere una marcia, scivolò contro il guardrail e ruppe una sospensione. Passò così a condurre Reutemann, davanti a Laffite, Piquet, Jochen Mass, Mario Andretti e De Angelis. Negli ultimi giri Mario Andretti fu costretto a una sosta ai box, che gli fece perdere la possibilità di entrare in zona punti. Nel giro 69, causa della pista scivolosa, De Angelis andò a sbattere al Casinò, ritirandosi.
Nelle primissime posizioni non cambiò nulla: Carlos Reutemann festeggiò la prima vittoria dell'anno, davanti a Laffite, Piquet. Seguivano Mass, Villeneuve e Emerson Fittipaldi. Per il brasiliano si trattò dell'ultimo dei 281 punti guadagnati in carriera, ponendolo, all'epoca, al quarto posto nella classifica di tutti i tempi.

### Risultati
I risultati del gran premio furono i seguenti:
| Pos | No | Pilota                | Costruttore              | Giri | Tempo/Ritiro             | Pos. Griglia | Punti |
| --- | -- | --------------------- | ------------------------ | ---- | ------------------------ | ------------ | ----- |
| 1   | 28 | Carlos Reutemann      | Williams-Ford Cosworth   | 76   | 1h55'34"365              | 2            | 9     |
| 2   | 26 | Jacques Laffite       | Ligier-Ford Cosworth     | 76   | +1'13"629                | 5            | 6     |
| 3   | 5  | Nelson Piquet         | Brabham-Ford Cosworth    | 76   | +1'17"726                | 4            | 4     |
| 4   | 30 | Jochen Mass           | Arrows-Ford Cosworth     | 75   | +1 giro                  | 15           | 3     |
| 5   | 2  | Gilles Villeneuve     | Ferrari                  | 75   | +1 giro                  | 6            | 2     |
| 6   | 20 | Emerson Fittipaldi    | Fittipaldi-Ford Cosworth | 74   | +2 giri                  | 18           | 1     |
| 7   | 11 | Mario Andretti        | Lotus-Ford Cosworth      | 73   | +3 giri                  | 19           |       |
| 8   | 29 | Riccardo Patrese      | Arrows-Ford Cosworth     | 73   | +3 giri                  | 11           |       |
| 9   | 12 | Elio De Angelis       | Lotus-Ford Cosworth      | 68   | Incidente                | 14           |       |
| NC  | 9  | Jan Lammers           | ATS-Ford                 | 64   | Non classificato         | 13           |       |
| Rit | 25 | Didier Pironi         | Ligier-Ford Cosworth     | 54   | Incidente                | 1            |       |
| Rit | 16 | René Arnoux           | Renault                  | 53   | Collisione con R.Patrese | 20           |       |
| Rit | 22 | Patrick Depailler     | Alfa Romeo               | 50   | Motore                   | 7            |       |
| Rit | 1  | Jody Scheckter        | Ferrari                  | 27   | Tenuta di strada         | 17           |       |
| Rit | 15 | Jean-Pierre Jabouille | Renault                  | 25   | Cambio                   | 16           |       |
| Rit | 27 | Alan Jones            | Williams-Ford Cosworth   | 24   | Differenziale            | 3            |       |
| Rit | 23 | Bruno Giacomelli      | Alfa Romeo               | 0    | Incidente alla partenza  | 8            |       |
| Rit | 3  | Jean-Pierre Jarier    | Tyrrell -Ford Cosworth   | 0    | Incidente alla partenza  | 9            |       |
| Rit | 8  | Alain Prost           | McLaren-Ford Cosworth    | 0    | Incidente alla partenza  | 10           |       |
| Rit | 4  | Derek Daly            | Tyrrell-Ford Cosworth    | 0    | Incidente alla partenza  | 12           |       |
| NQ  | 7  | John Watson           | McLaren-Ford Cosworth    |      |                          |              |       |
| NQ  | 31 | Eddie Cheever         | Osella-Ford Cosworth     |      |                          |              |       |
| NQ  | 17 | Geoff Lees            | Shadow-Ford Cosworth     |      |                          |              |       |
| NQ  | 21 | Keke Rosberg          | Fittipaldi-Ford Cosworth |      |                          |              |       |
| NQ  | 6  | Ricardo Zunino        | Brabham-Ford Cosworth    |      |                          |              |       |
| NQ  | 14 | Tiff Needell          | Ensign-Ford Cosworth     |      |                          |              |       |
| NQ  | 18 | Dave Kennedy          | Shadow-Ford Cosworth     |      |                          |              |       |

## Classifiche

### Piloti
| Pos. | Pilota             | Punti |
| ---- | ------------------ | ----- |
| 1    | Nelson Piquet      | 22    |
| 2    | René Arnoux        | 21    |
| 3    | Alan Jones         | 19    |
| 4    | Didier Pironi      | 17    |
| 5    | Carlos Reutemann   | 15    |
| 6    | Jacques Laffite    | 12    |
| 7    | Riccardo Patrese   | 7     |
| 8    | Elio De Angelis    | 6     |
| 9    | Emerson Fittipaldi | 5     |
| 10   | Keke Rosberg       | 4     |
| 11   | Jochen Mass        | 4     |
| 12   | Derek Daly         | 3     |
| =    | John Watson        | 3     |
| 14   | Gilles Villeneuve  | 3     |
| =    | Alain Prost        | 3     |
| 16   | Jean-Pierre Jarier | 2     |
| =    | Jody Scheckter     | 2     |
| =    | Bruno Giacomelli   | 2     |

### Costruttori
| Pos. | Team                     | Punti |
| ---- | ------------------------ | ----- |
| 1    | Williams-Ford Cosworth   | 34    |
| 2    | Ligier-Ford Cosworth     | 29    |
| 3    | Brabham-Ford Cosworth    | 22    |
| 4    | Renault                  | 21    |
| 5    | Arrows-Ford Cosworth     | 11    |
| 6    | Fittipaldi-Ford Cosworth | 9     |
| 7    | Lotus-Ford Cosworth      | 6     |
| 8    | McLaren-Ford Cosworth    | 6     |
| 9    | Tyrrell-Ford Cosworth    | 5     |
| 10   | Ferrari                  | 5     |
| 11   | Alfa Romeo               | 2     |